# ヤァ!ブロード・ストリート (アルバム)
『ヤァ!ブロード・ストリート』（GIVE MY REGARDS TO BROAD STREET）とは、1984年に発表されたポール・マッカートニーのアルバム。

## 解説
自身が主演を務め、脚本も担当した同名映画のサウンドトラック盤。プロデュースは『タッグ・オブ・ウォー』『パイプス・オブ・ピース』に続きジョージ・マーティン。ゲストとして、リンゴ・スター、ジョン・ポール・ジョーンズ、デヴィッド・ギルモアなど豪華なメンバーが参加している。
ビートルズ・ナンバーの再演が話題となった作品で、6曲が収録されているほか（そのうち4曲はアルバム『リボルバー』収録の曲）、ウイングス時代の曲、過去のソロ・ナンバーもセルフカバーされている。レコーディングはアビー・ロード・スタジオとジョージ・マーティン所有のAIRスタジオなどで映画の撮影と平行して行われ、口パクを嫌ったポールの意向により多くの曲は生演奏が撮影されている。
全英1位、全米21位を記録。

## 収録曲
1. ひとりぽっちのロンリー・ナイト（バラード編） -No More Lonely Nights (ballad)
2. グッド・デイ・サンシャイン〜コリドール・ミュージック -Good Day Sunshine〜Corridor Music
3. イエスタデイ -Yesterday
4. ヒア・ゼア・アンド・エブリホエア -Here, There and Everywhere
5. ワンダーラスト -Wanderlust
6. ボールルーム・ダンシング -Ballroom Dancing
7. 心のラヴ・ソング〜リプライズ -Silly Love Songs〜Reprise
8. 悲しいバッド・ボーイ -Not Such a Bad Boy
9. ソー・バッド -So Bad
10. ノー・バリュース〜ひとりぽっちのロンリー・ナイト（バラード/リプライズ） -No Values〜No More Lonely Nights (ballad reprise)
11. フォー・ノー・ワン -For No One
12. エリナー・リグビー〜エリナーの夢 -Eleanor Rigby〜Eleanor's Dream
13. ザ・ロング・アンド・ワインディング・ロード -Long & Winding Road
14. ひとりぽっちのロンリー・ナイト（プレイアウト編） -No More Lonely Nights (playout version)
15. グッドナイト・プリンセス -Goodnight Princess
16. ひとりぽっちのロンリー・ナイト(エクステンデッド・ヴァージョン) -No More Lonely Nights (extended version)
17. ひとりぽっちのロンリー・ナイト(スペシャル・ダンス・ミックス) -No More Lonely Nights (special dance mix)
18. No More Lonely Nights (Mole mix)

※9.はカセットテープ/CD版のみの収録。15.はCD化の際のボーナス・トラック。

また2・5・12・14はカセットテープ/CD版の方が演奏時間が長く、LP盤は例えば2では3番が丸々カットされるといった編集がなされている。
※16と17は1993年に『ポール・マッカートニー・コレクション』として再発された際のボーナス・トラック。それぞれ初版12″シングル、再版7″シングル収録のリミックス版。
※18は2007年、iTunes Store販売版のボーナス・トラック。（プロモーション用12”シングル・リリースのみのリミックス版）

## ゲスト
- デヴィッド・ギルモア（ピンク・フロイド）
- リンゴ・スター（元ビートルズ）
- エリック・スチュワート（10cc）
- ジョン・ポール・ジョーンズ（元レッド・ツェッペリン）
- デイヴ・エドモンズ
- クリス・スペディング
- スティーヴ・ルカサー（TOTO）
- ジェフ・ポーカロ（TOTO）

など